# Grupa Knura
Grupa Knura – grupa skał w miejscowości Łutowiec w województwie śląskim, w powiecie myszkowskim, w gminie Niegowa. Znajdują się wśród pól po północnej stronie zabudowań tej miejscowości. Należą do niej 4 skały: Zamkowa z resztkami Strażnicy Łutowiec, Knur, Locha i Warchlak. Skały te są popularnym obiektem wspinaczki skalnej. Są to wapienne skały o wysokości 8–20 m, o ścianach pionowych lub przewieszonych. Wspinacze poprowadzili na nich 41 dróg wspinaczkowych:
- Knur – 25 dróg o trudności III – VI.3 w skali Kurtyki,
- Locha – 6 dróg o trudności VI – VI.1,
- Warchlak – 1 droga o trudności VI.2,
- Zamkowa – 9 dróg o trudności V – VI.2+[2].

Drogi posiadają dobrą asekuracje.
Obok skał wspinaczkowych znajdują się jeszcze mniejsze skały, które nie wzbudziły zainteresowania wspinaczy.

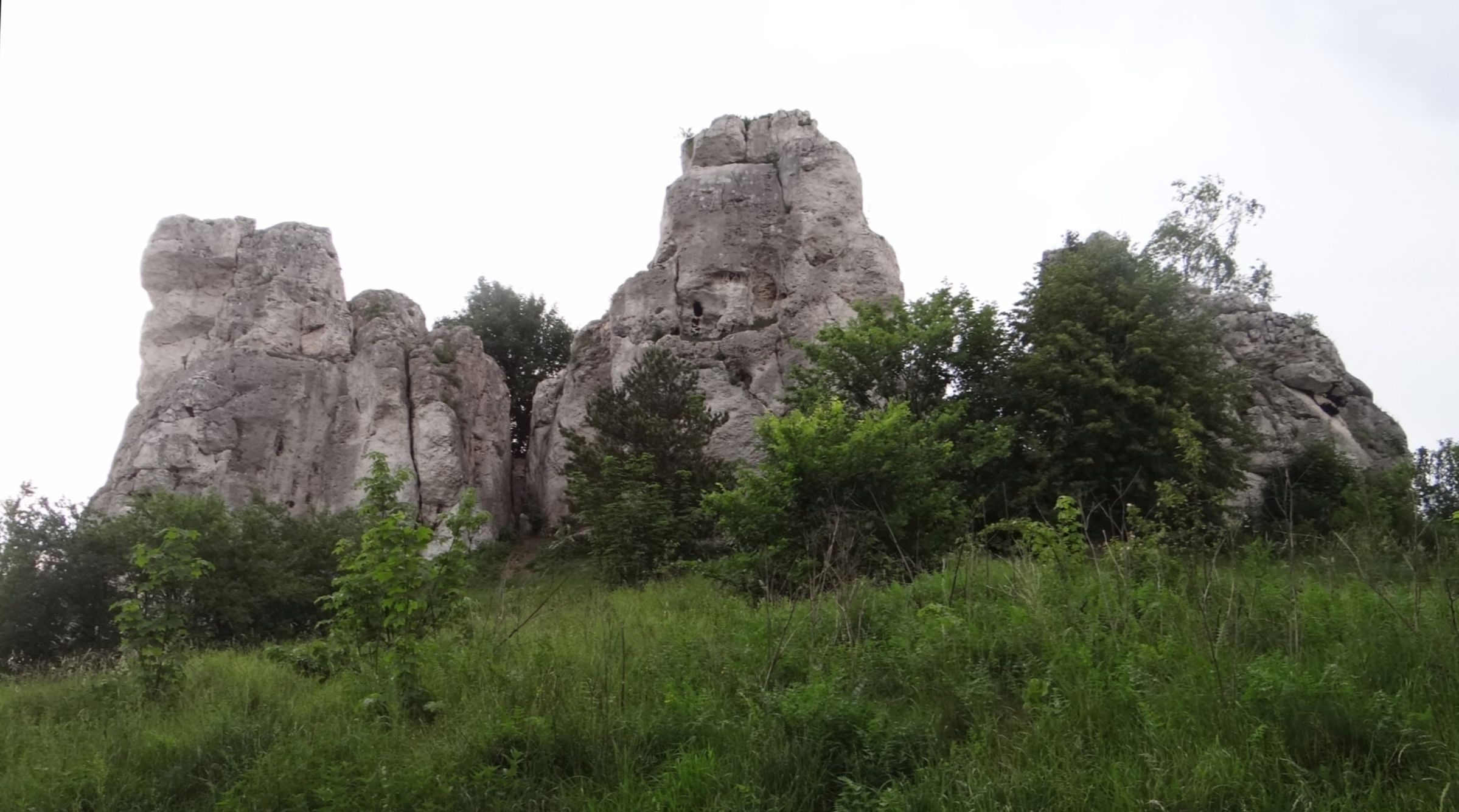
Knur, Locha i Warchlak
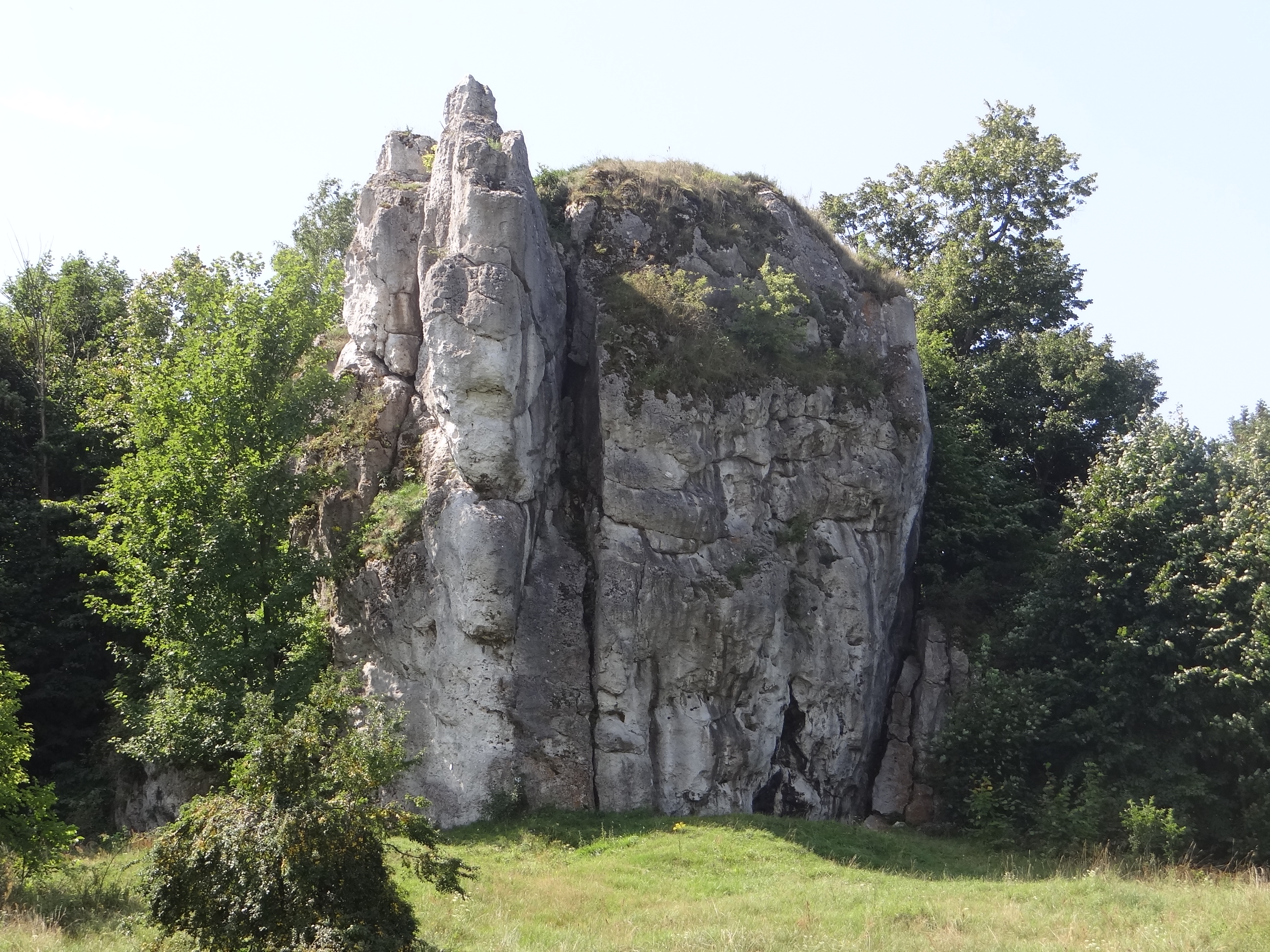
Zamkowa
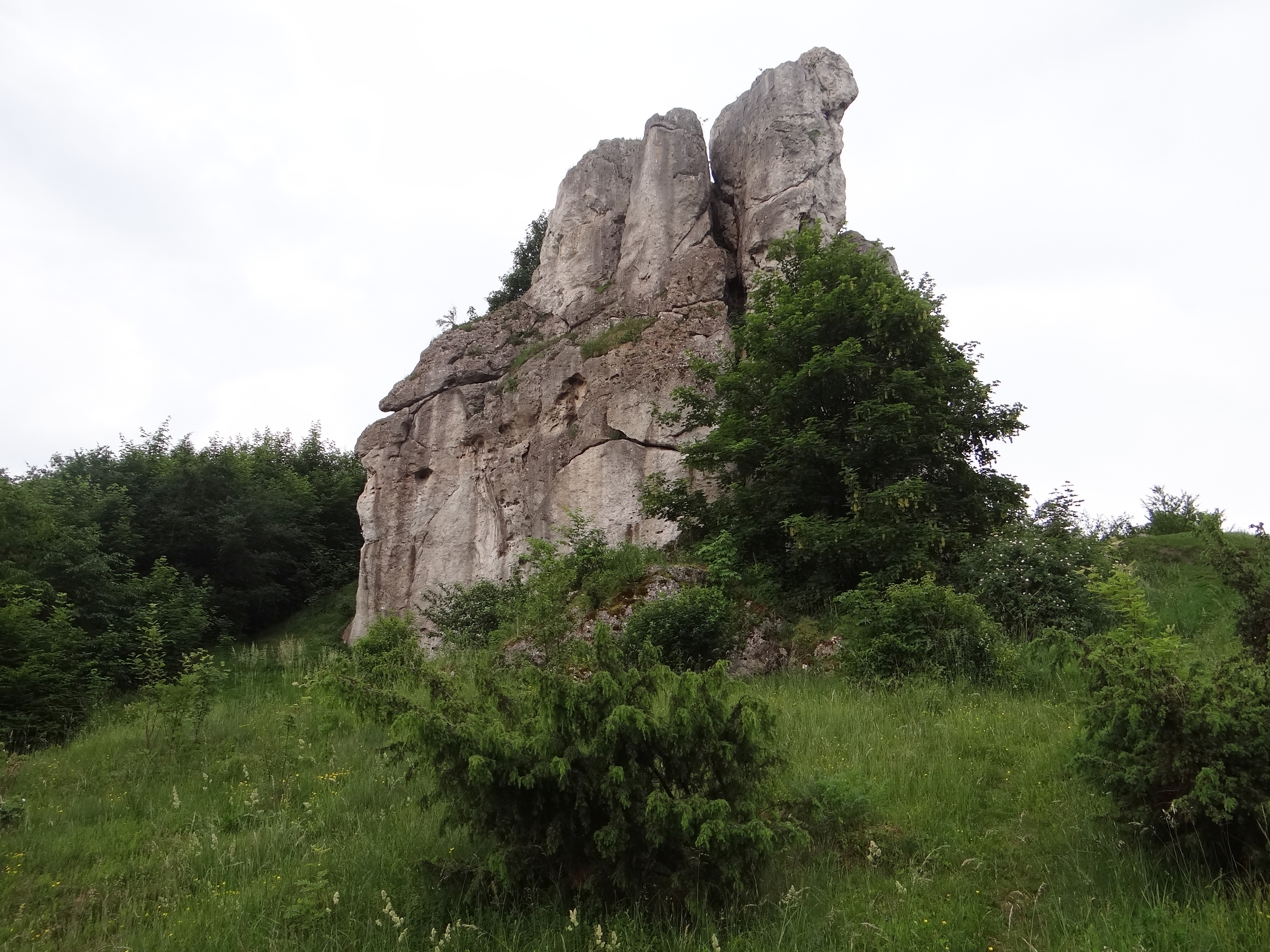
Knur
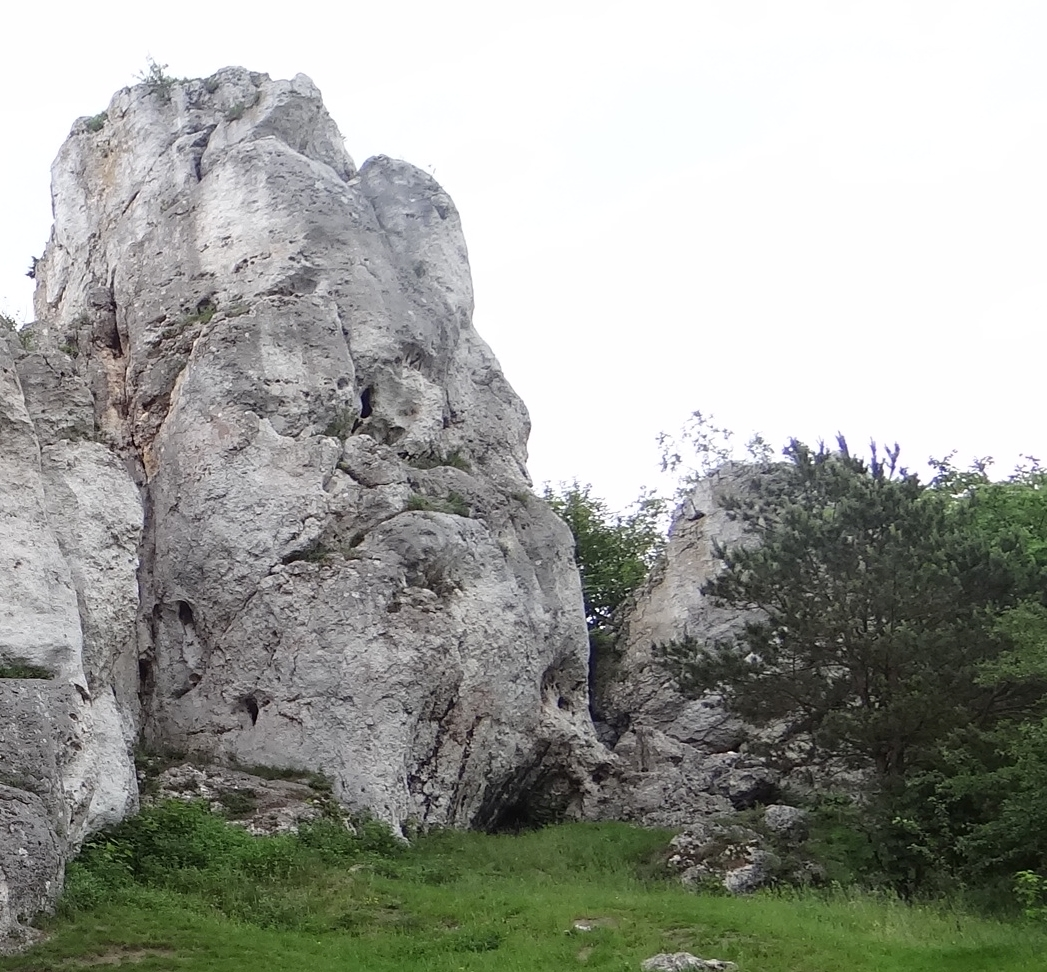
Locha i Warchlak